# فوسازپام
فوسازپام (انگلیسی: Fosazepam) نوعی دارو از مشتقات بنزودیازپین هاست که دارای اثرات ضداضطراب و آرامبخش است.